# SMS Hannover
O SMS Hannover foi um couraçado pré-dreadnought operado inicialmente pela Marinha Imperial Alemã e depois também pela sucessora Marinha do Império. Era a segunda embarcação da Classe Deutschland, depois do SMS Deutschland e seguido pelo SMS Pommern, SMS Schlesien e SMS Schleswig-Holstein. Sua construção começou em novembro de 1904 no Estaleiro Imperial de Wilhelmshaven e foi lançado ao mar em setembro do ano seguinte, sendo comissionado em outubro de 1907. Era armado com uma bateria principal composta por quatro canhões de 283 milímetros, tinha um deslocamento de mais de catorze mil toneladas e alcançava uma velocidade máxima de dezoito nós.
O Hannover teve um início de carreira tranquilo que consistiu principalmente na realização de exercícios de rotina e cruzeiros de treinamento para portos estrangeiros. A Primeira Guerra Mundial começou em 1914 e ele foi inicialmente usado para patrulhar a Angra da Alemanha e em incursões junto com o resto da Frota de Alto-Mar. Participou em 1916 da Batalha da Jutlândia, porém pouco fez durante este confronto. Depois disso foi relegado à deveres secundários, passando o restante do conflito como um navio de defesa de costa. Primeiro na foz do rio Elba e depois nos estreitos dinamarqueses. A guerra terminou em novembro de 1918 e o Hannover foi descomissionado no mês seguinte.
O Tratado de Versalhes permitiu que a Alemanha mantivesse o navio em sua frota, assim ele foi modernizado em 1920 e recomissionado em fevereiro de 1921. Pelos dez anos seguintes serviu ativamente junto com a nova Marinha do Império desempenhando praticamente suas mesmas atividades pré-guerra de exercícios e viagens internacionais. Foi descomissionado novamente em dezembro de 1931, com planos sendo elaborados para convertê-lo em um alvo de tiro controlado por rádio. Entretanto, isto nunca foi feito e em vez disso foi usado em testes de explosivos. Permaneceu inativo pela década seguinte até ser desmontado como sucata entre 1944 e 1946 em Bremerhaven.